# Josef Ludl
Josef Ludl (ur. 3 czerwca 1916 w Dalovicach, zm. 1 sierpnia 1998 w Pradze) – czechosłowacki piłkarz narodowości czeskiej występujący na pozycji napastnika, reprezentant Czechosłowacji w latach 1937–1948, trener piłkarski.

## Kariera klubowa
Josef Ludl karierę piłkarską rozpoczął w 1934 roku w Viktoria Žižkov, w której występował do 1939 roku. Następnie został zawodnikiem Sparty Praga, z którym odnosił największe sukcesy w karierze: trzykrotne mistrzostwo Czechosłowacji (1944, 1946, 1948) i trzykrotnie Puchar Czech (1943, 1944, 1946). W klubie występował do 1951 roku, gdzie zakończył piłkarską karierę. Łącznie w barwach tego klubu rozegrał w lidze czechosłowackiej 213 meczów i strzelił 99 goli.

## Kariera reprezentacyjna
Josef Ludl w latach 1937–1948 rozegrał 16 meczów i strzelił 6 goli w reprezentacji Czechosłowacji. Brał z nią udział na Mistrzostwach Świata 1938 we Francji, gdzie reprezentacja zakończyła udział w ćwierćfinale.

## Kariera trenerska
Josef Ludl w czasie kariery trenerskiej prowadził kluby: Spartak Hradec Králové (1956), SONP Kladno (1957–1958) i Jednota Trenčín (1960–1961).

## Sukcesy
Sparta Praga
- mistrzostwo Czechosłowacji: 1944, 1946, 1948
- Puchar Czech: 1943, 1944, 1946